# Pfalz (vinregion)

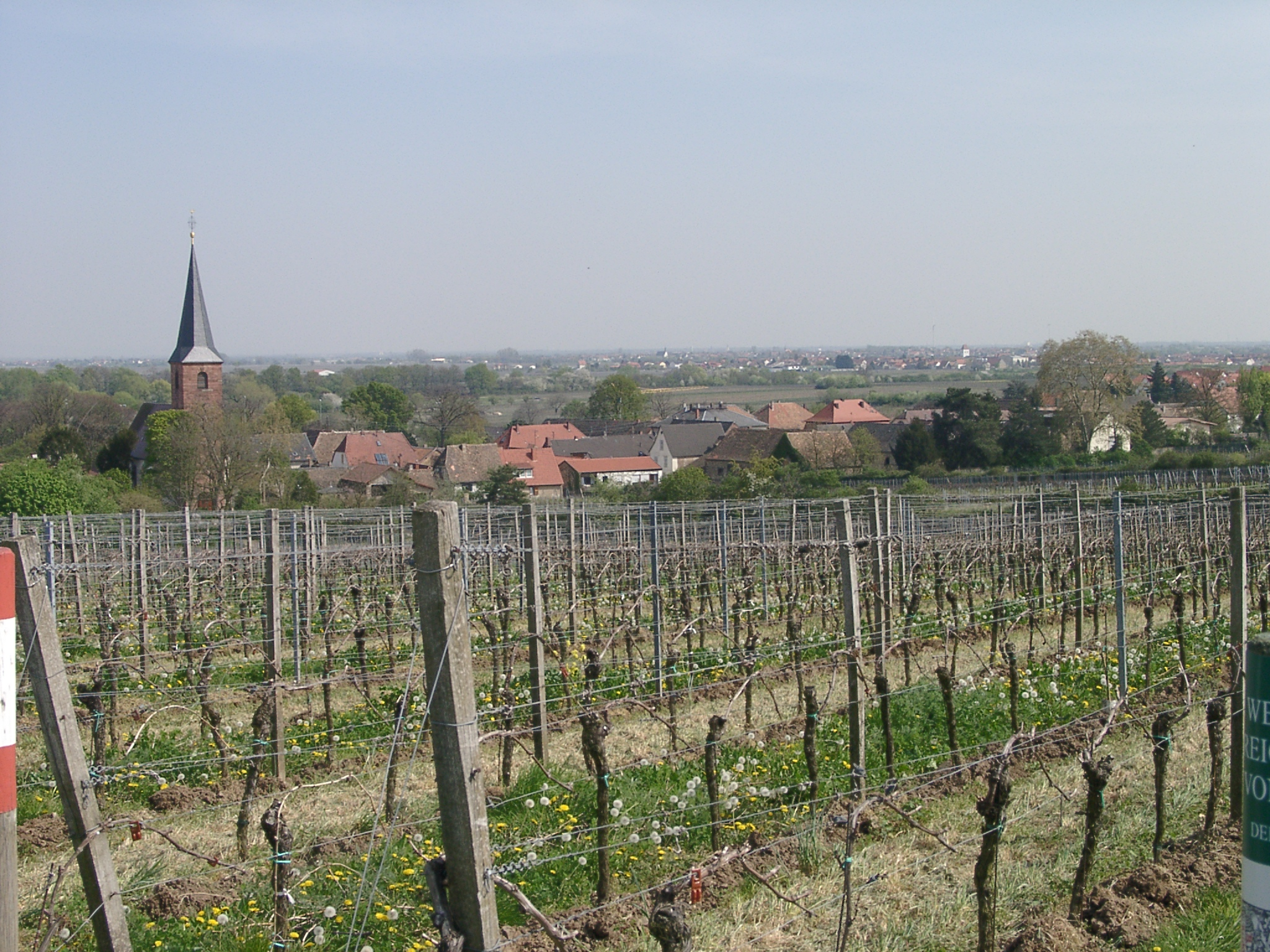
Vingårdsläget ("Einzellage") Forster Kirchenstück

Pfalz, tidigare Rheinpfalz, är en kvalitetsregion (Anbaugebiet) för vin i regionen Pfalz, i södra Rheinland-Pfalz, i Tyskland. Det sammanhängande och ca. 80 kilometer långa området ligger väster om Rhen, där Rhenslätten möter bergskedjorna Haardt och Wasgau. Geografiskt kan regionen ses som en fortsättning norrut av Alsace. Ungefär 23 000 hektar är planterade med vinstockar. Pfalz är därmed, efter Rheinhessen, Tysklands näst största vinregion.

## Klimat
Bergen i väster ger lä och klimatet är milt.

## Historia
- Vinodlingen i Pfalz går tillbaka till romartiden och en del nuvarande vingods har anor sedan 1500-talet.
- Under 1930-talet genomgick områdets vinodling en kris. I ett försök att öka försäljning och turism kännetecknades år 1935 en väg genom Pfalz vinbyar som Deutsche Weinstrasse.
- Sedan 1993 är "Pfalz" vinregionens officiella namn. Tidigare användes även beteckningen "Rheinpfalz".

## Produktion

### Druvor
24% av vinarealen är bestockad med Riesling. Andra druvor som ger vitt vin är Müller-Thurgau (9%) liksom Grauburgunder/Pinot Gris (5%) och Weissburgunder/Pinot Blanc (4%). Bland de röda vinerna överväger Dornfelder (14% av arealen) men även Portugiser (8%) och Spätburgunder/Pinot Noir (7%) odlas.

### Klassificering
År 2012 producerades 2,4 miljoner hektoliter vin. Därav var 21% Prädikatswein och 66% Qualitätswein bestimmter Anbaugebiete (QbA).

### Viner
Det varma klimatet ger vinet en fylligare karaktär än i Mosel och en mjuk avrundad syra. Rieslingvinerna görs i olika söthetsgrader. En del har mycket hög kvalitet, men druvan används även i enklare viner. 

## Geografisk indelning
Pfalz har två vindistrikt ("Bereich"): Mittelhaardt/Deutsche Weinstrasse, norr om Neustadt an der Weinstrasse och Südliche Weinstrasse, från Neustadt söderut till franska gränsen. 

### Mittelhaardt/Deutsche Weinstrasse
I Mittelhardt, med 13 000 ha vinodlingar, produceras Pfalz bästa viner. Vingården (Einzellage) Forster Kirchenstück, 3,67 ha, är ett av Tysklands mest eftertraktade lägen, känt för sina söta viner. De mest kända orterna; Deidesheim, Gimmeldingen, Forst, Wachenheim och Ruppertsberg, ligger alla söder om Bad Dürkheim.
Kända vingårdslägen: (Vinby och vingård/Einzellage), Deidesheimer Hohenmorgen, Deidesheimer Kalkofen, Deidesheimer Paradiesgarten, Deidesheimer Langenmorgen, Forster Jesuitengarten, Forster Kirchenstück, Forster Pechstein, Forster Ungeheuer, Gimmeldinger Mandelgarten, Haardter Bürgergarten, Haardter Mandelring, Hambacher Römerbrunnen, Königsbacher Idig, Königsbacher Ölberg, Ruppertsberger Gaisböhl, Ruppertsberger Linsenbusch, Ruppertsberger Reiterpfad, Wachenheimer Gerümpel.

### Südliche Weinstrasse
Südliche Weinstrasse producerar enklare viner, ofta till låga priser.

## Kända producenter
Listan är uppställd i alfabetisk ordning över kända producenter (ett urval), ur En värld av vin 2005.

### Mittelhaardt/Deutsche weinstrasse
- Producent (vinby)
- Bassermann-Jordan, Dr. von (Deidesheim)
- Josef Biffar (Deidesheim)
- Bürklin-Wolf, Dr. (Wachenheim)
- A. Christmann (Gimmeldingen)
- Georg Mossbacher (Forst)
- Müller-Catoir (Neustadt-Haardt)
- Reichsrat von Buhl (Deidesheim)
- Von Winning (Deidesheim)
- JL Wolf (Wachenheim)